# Parafia Matki Bożej Różańcowej w Zabratówce
Parafia Matki Bożej Różańcowej w Zabratówce − parafia rzymskokatolicka znajdująca się w diecezji rzeszowskiej w dekanacie Tyczyn. 
Parafia została wyodrębniona z parafii Świętej Trójcy i Podwyższenia Krzyża Świętego w Woli Rafałowskiej decyzję biskupa przemyskiego Ignacego Tokarczuka w roku 1973.
Murowany kościół parafialny  powstał w latach 1982–1988 według projektu architekta Romana Orlewskiego. Konsekrowany 5 października 2008 przez rzeszowskiego biskupa pomocniczego Edwarda Białogowskiego.